# Domus de Janas von Birghines

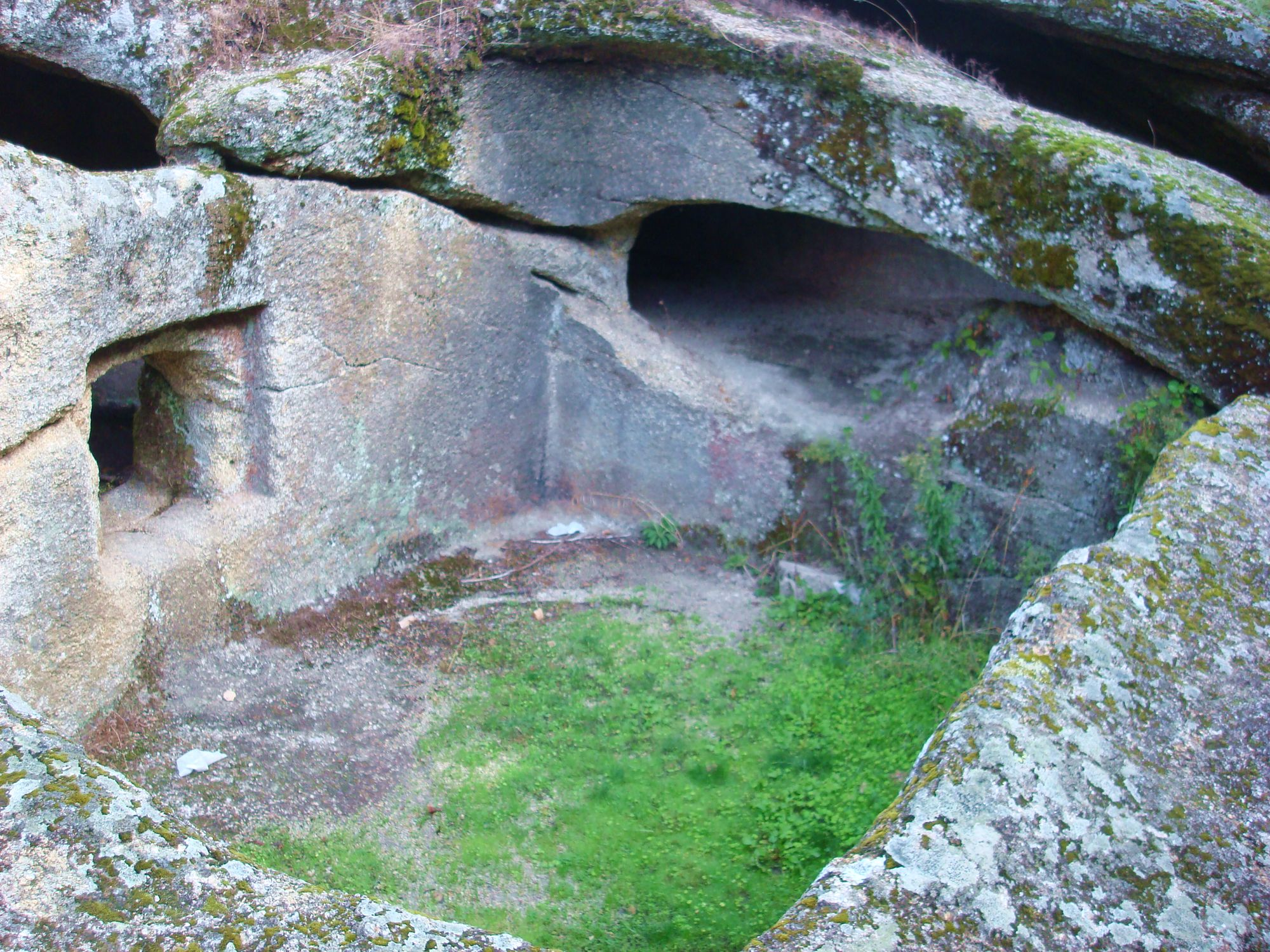
Domus de Janas von Birghines

Die Domus de Janas von Birghines (auch „Sas Birghines“ genannt) von Borbore sind ein vorgeschichtliches Felsengrab im Granitgestein an den Westhängen des Monte Ortobene in Nuoro in der Provinz Nuoro auf Sardinien.
Der viereckige Innenhof der Domus de Janas (deutsch Haus der Feen), auch als Necropoli ipogeica bezeichnet, war ursprünglich die Hauptkammer, deren Decke einstürzte. Der Zugang erfolgt über einen Granitbogen und von der Kammer aus zu zwei Nebenkammern, von denen eine viereckig ist und über eine architektonisch gestaltete Fassade mit einer Tür mit Rahmen zugänglich ist. Die andere ist von unregelmäßiger Form und weist einen deformierten Zugang und einen Riss in der Decke auf.

Domus de Janas von Birghines
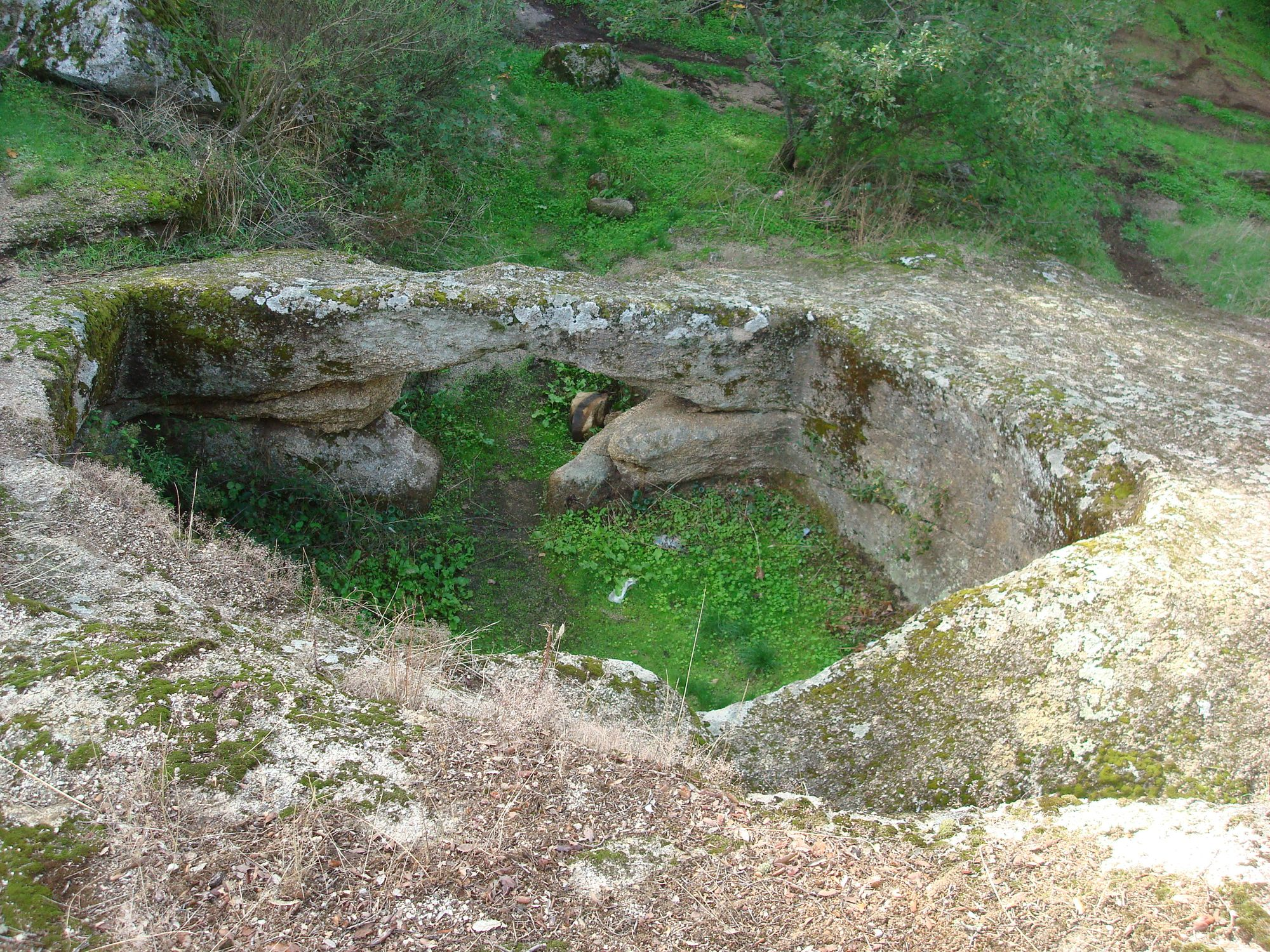
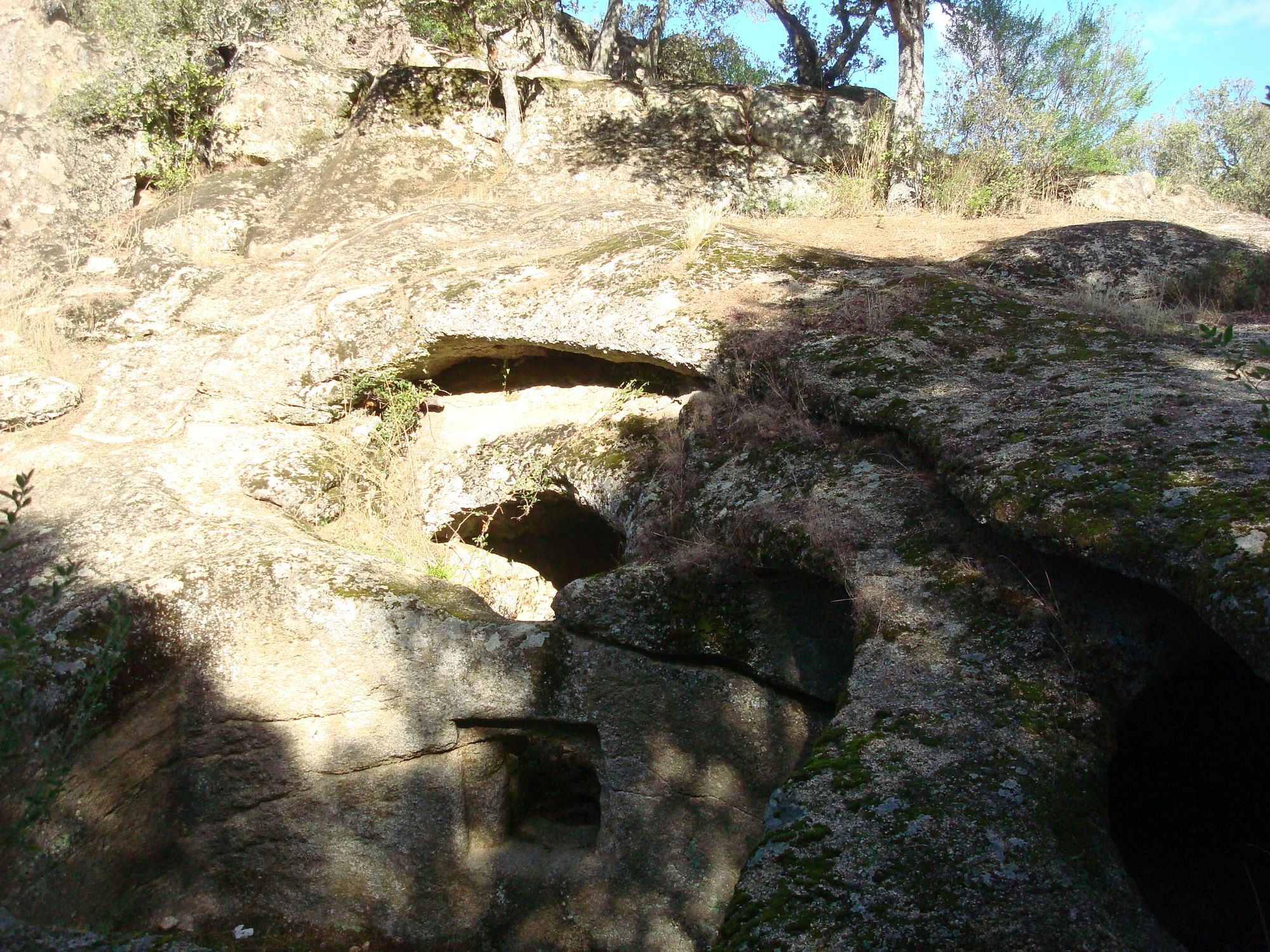
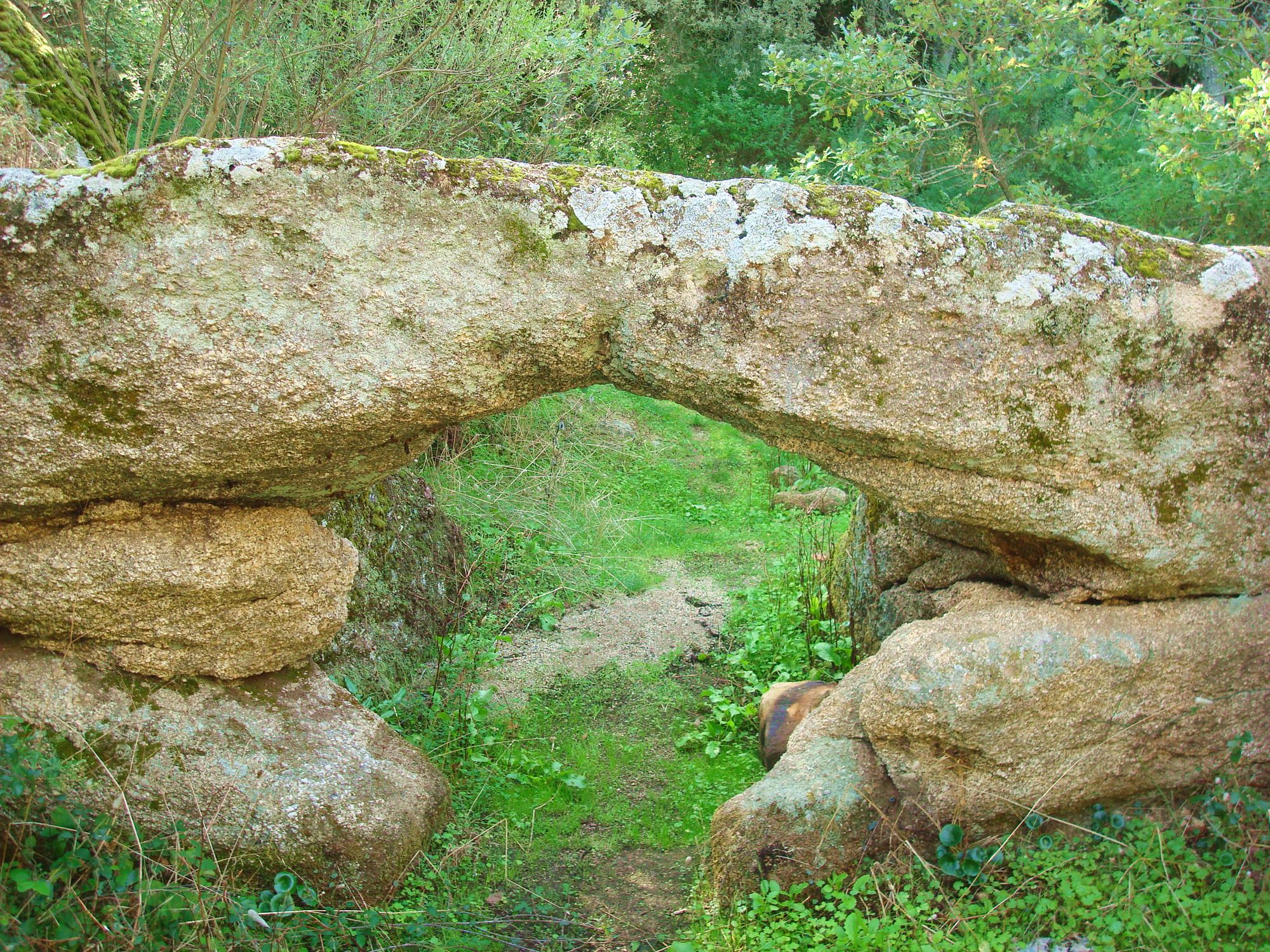
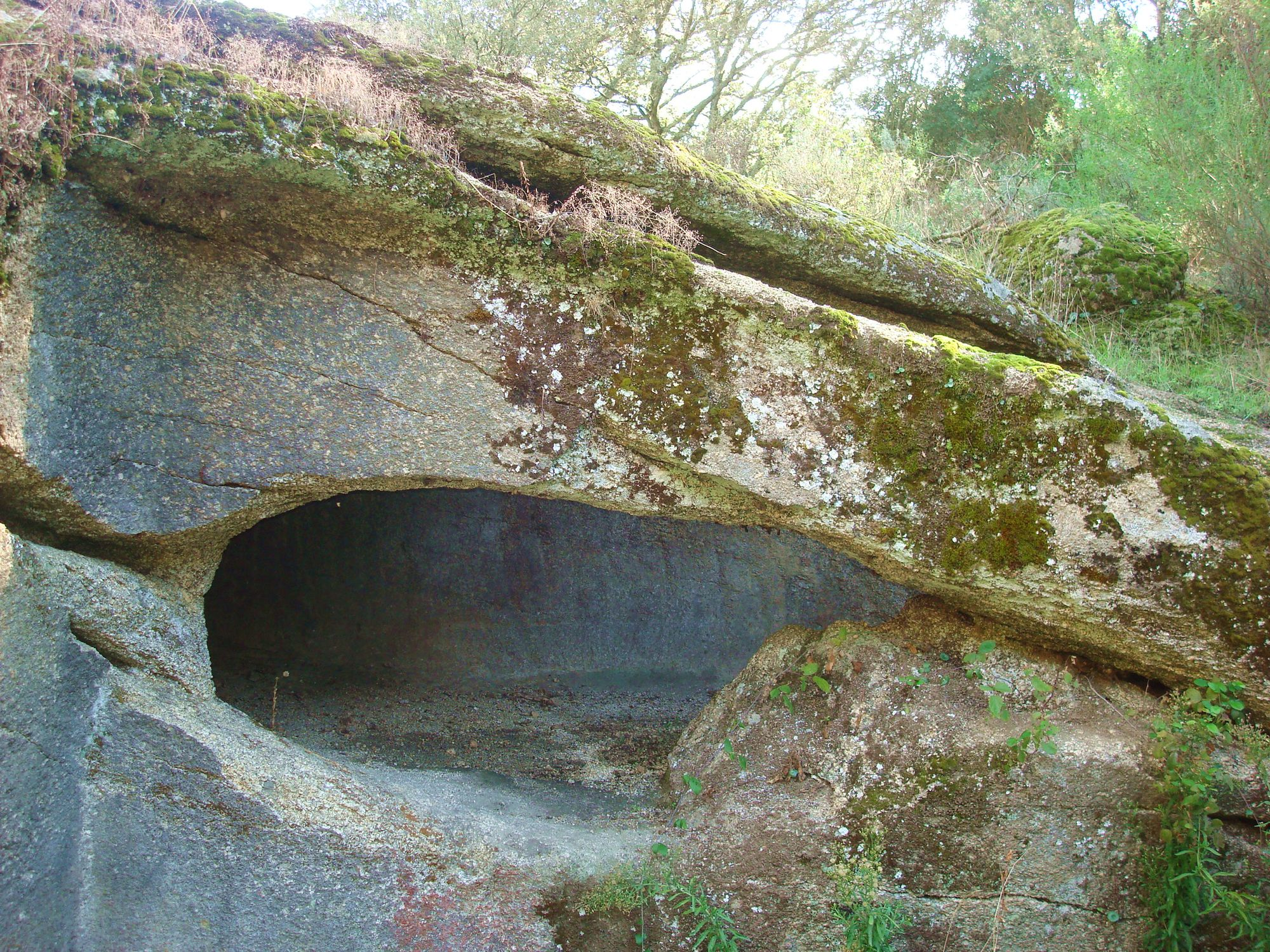

In der Nähe liegt die Nekropole Maria Frunza.